# Latte evaporato

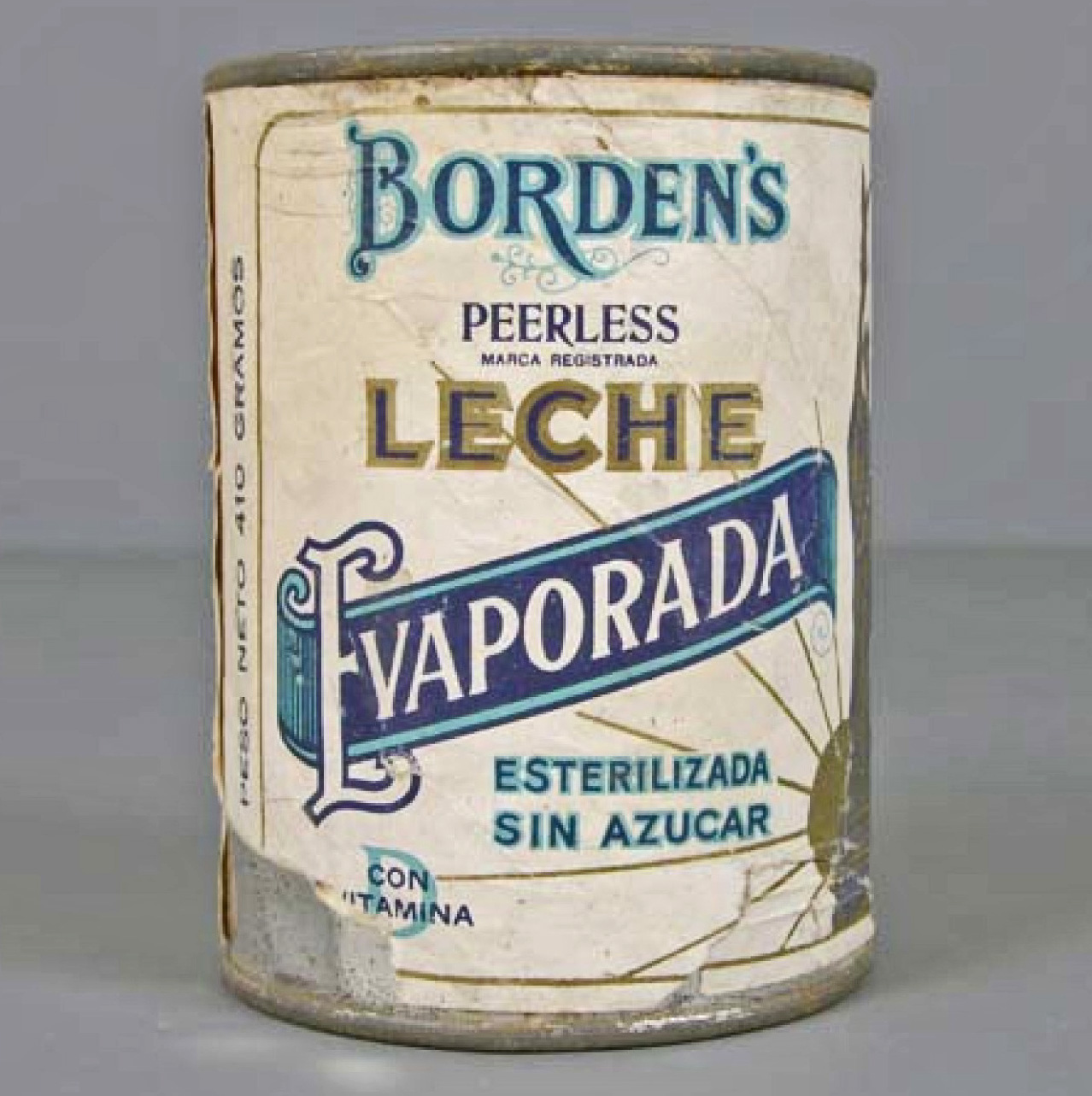
Confezione di latte evaporato

Il latte evaporato, noto in alcuni paesi come latte condensato non zuccherato, è un prodotto lattiero-caseario in scatola da conservare a temperatura ambiente e composto da latte fresco che è stato privato da circa il 60% di acqua. Si differenzia dal latte condensato zuccherato che invece contiene il saccarosio. Il latte condensato zuccherato richiede una lavorazione meno complessa in quanto lo zucchero aggiunto inibisce la crescita batterica. Il processo di produzione prevede l'evaporazione del 60% dell'acqua dal latte, seguita da una fase di omogeneizzazione, una di inscatolamento e infine una di sterilizzazione a caldo.
Il latte evaporato occupa metà del volume del suo equivalente nutrizionale nel latte fresco. Quando il prodotto liquido viene miscelato con una quantità proporzionata di acqua (150%), il latte evaporato diventa l'equivalente approssimativo del latte fresco. Ciò rende i tempi di conservazione del latte evaporato molto lunghi e che dipendono dal suo contenuto di grassi e zuccheri. Ciò rese il latte evaporato molto popolare prima della diffusione della refrigerazione come sostituto sicuro e affidabile del latte fresco deperibile, in quanto poteva essere spedito facilmente in luoghi privi dei mezzi per produrre o conservare il latte in sicurezza.